# Zalesice-Kolonia (Mazovie)
Pour les articles homonymes, voir Zalesice-Kolonia.
Zalesice-Kolonia (prononciation : [zalɛˈɕit͡sɛ kɔˈlɔɲa]) est un village polonais de la gmina de Wierzbica dans le powiat de Radom de la voïvodie de Mazovie dans le centre-est de la Pologne.

## Histoire
De 1975 à 1998, le village appartenait administrativement à la voïvodie de Radom.